# Praful

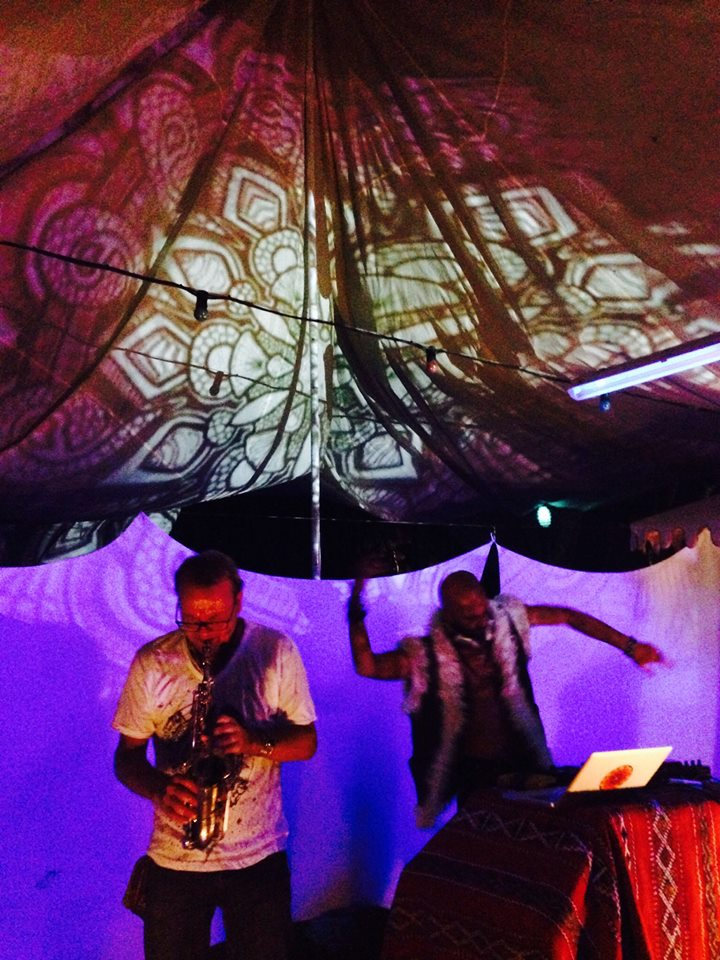
Praful samen met Kareem Raïhani tijdens een optreden van Red Fulka, Ibiza 2014

Praful (echte naam: Uli Schröder) is een in Duitsland woonachtige jazz-musicus, zanger en producer. Hij heeft stevige Nederlandse roots maar is geboren en opgegroeid in Duitsland. De naam Praful komt uit het Sanskriet, en betekent opbloeiend.
In Amsterdam studeerde hij jazz, saxofoon en fluit. De eerste inspiratie voor zijn muziek deed hij begin jaren 90 op tijdens reizen naar India en Brazilië.
Daarna werd hij beïnvloed door triphop, drum-'n-bass en dance. Hij richtte een band op, Project 2000, waarmee hij elektronische muziek maakte.

## Soloalbums
Prafuls eerste soloalbum Touched By Love verschijnt in eigen beheer in 1999. Hierop is vooral rustgevende muziek te horen. Op zijn tweede soloalbum, het succesvolle One Day Deep uit 2002, zijn de Indiase en Braziliaanse invloeden goed te horen. Het album is een mengeling van wereldmuziek en elektronische dance-muziek. Op dit album werkt hij voor het eerst samen met de producers Adani & Wolf. In het nummer Inspiracao is zangeres Lilian Vieira te horen (Zuco 103). Het nummer Sigh verovert de eerste plaats in de Amerikaanse Smooth Jazz Charts. Zijn derde album, Pyramid in your Backyard, verschijnt in 2005 en wordt ook geproduceerd door Adani & Wolf. In 2007 verschijnt Remixed + 2 waarop nummers van beide voorgaande albums door verschillende producers worden bewerkt. Onder andere de, uit de clubscene, bekende producer Kareem Raihani neemt op dit album drie nummers voor zijn rekening.
Hierna volgen diverse albums waarop Praful meer zijn spirituele kant ontdekt en laat horen. Na een moeilijke periode in zijn leven verschijnt in 2008 zijn vijfde soloalbum Where Spirits Live. Praful produceert dit album zelf en speelt een groot aantal blaasinstrumenten waaronder diverse saxofoons en de melodica. Op dit album zijn tevens een aantal muzikanten te horen waaronder toetsenist Maneesh de Moor en de uit Iran afkomstige percussionist Afra Mussawisade. In 2011 trekt Praful zich terug in de bergen van de Franse Alpen voor de opnames van zijn zesde album Pure. Een album waarop eigen composities zijn te horen waarbij hij alleen gebruikmaakt van blaasinstrumenten zoals de Bansuri (indiase bamboe fluit), de sopraan- en tenorsaxofoon en de dwarsfluit.
Voor zijn in 2013 verschenen zevende soloalbum Mirror Of The Heart laat Praful zich inspireren door muziek uit het Midden-Oosten en het soefisme. De teksten van drie nummers op dit album zijn van de bekende Perzische dichters Jalal ad-Din Rumi en Hafez. De geboorte van zijn dochter inspireert hem om nummers te schrijven waarvan er twee op dit album verschijnen. Ook voor dit album schrijft en produceert Praful alle composities.
In de herfst van 2014 verschijnt zijn meest recente, achtste, soloalbum Into Being waarop hij zijn bewerkingen, en eigen composities van mantra muziek laat horen.

## Samenwerkingen
In 2009 brengt hij, samen met de Australische zangeres Peruquois, het album Breathing Love uit waarop de kunst van het liefhebben wordt bezongen. Het album wordt dan ook veel gedraaid bij tantra festivals en workshops.
Samen met producer en dj Kareem Raihani vormt Praful het project Red Fulka. In 2011 verschijnt van Red Fulka het album We Are One. Live wordt het duo tevens aangevuld met een percussionist. In 2015 verschijnt op het label SHiNiNG MUSiC iBiZA nieuw werk getiteld Soul On Fire.
Met harpiste Helvia Briggen maakt Praful bewerkingen van composities van de Franse componist en pianist Erik Satie. Aangevuld met een paar eigen composities verschijnt in 2014 hiervan het album The Silent Side of Satie.
In 2015 verschijnt het album Quintessence, een samenwerking tussen Praful en de uit Nieuw-Zeeland afkomstige Didgeridoo speler Sika.
- International Standard Name Identifier: 0000 0004 6249 4843
- Library of Congress Control Number: no2005084710
- MusicBrainz: 4c38c1aa-f040-4ffb-a578-237178439625
- Virtual International Authority File: 71129897